# Institut français d'Afrique du Sud
Pour les articles homonymes, voir IFAS.
L'Institut français d'Afrique du Sud, ou IFAS, est un Institut français à Johannesbourg, en Afrique du Sud. Fondé le 12 mai 1995, il est situé au 62 Juta Street, dans le quartier de Braamfontein.